# Radějov (Manětín)
Radějov (německy Roding, Rading) je vesnice, čast města Manětín v severní části okresu Plzeň-sever v Plzeňském kraji. Katastrální území Radějov u Manětína má výměru 1412,76 hektaru.

## Historie
První písemná zmínka o vesnici pochází z roku 1483.

## Přírodní poměry
Radějov leží uprostřed lesů přírodního parku Manětínská v údolí pravostranného přítoku Malého potoka 4 km jižně od Manětína. Na jihovýchodě sousedí s Hvozdem, na jihozápadě s hospodářským dvorem Libenov a na severozápadě s Lipím.

## Obyvatelstvo
Při sčítání lidu v roce 1921 zde žilo 54 obyvatel (z toho 23 mužů) československé národnosti, z nichž bylo 47 římských katolíků a sedm evangelíků. Podle sčítání lidu z roku 1930 měla vesnice 64 obyvatel: 58 Čechoslováků a šest Němců. Kromě sedmi evangelíků a jednoho člena církve československé se ostatní hlásili k římskokatolické církvi.
| Rok            | 1869 | 1880 | 1890 | 1900 | 1910 | 1921 | 1930 | 1950 | 1961 | 1970 | 1980 | 1991 | 2001 | 2011 | 2021 |
| -------------- | ---- | ---- | ---- | ---- | ---- | ---- | ---- | ---- | ---- | ---- | ---- | ---- | ---- | ---- | ---- |
| Počet obyvatel | 60   | 77   | 82   | 58   | 50   | 54   | 64   | 16   | 0    | 0    | 0    | 0    | 5    | 2    | 0    |
| Počet domů     | 11   | 11   | 12   | 13   | 11   | 12   | 13   | 10   | 0    | 0    | 0    | 0    | 7    | 5    | 4    |

## Obecní správa
Při sčítání lidu v roce 1869 Radějov byl osadou obce Hodoviz v okrese Kralovice. V letech 1880–1950 byl osadou obce Lipí, se kterým patřil nejprve do okresu Kralovice, ale v roce 1950 v okrese Plasy. V následujícím období byla osada úředně zrušena a jako část města Manětín byla obnovena 1. února 2002 v okrese Plzeň-sever.

## Pamětihodnosti
- usedlost čp. 18

## Galerie

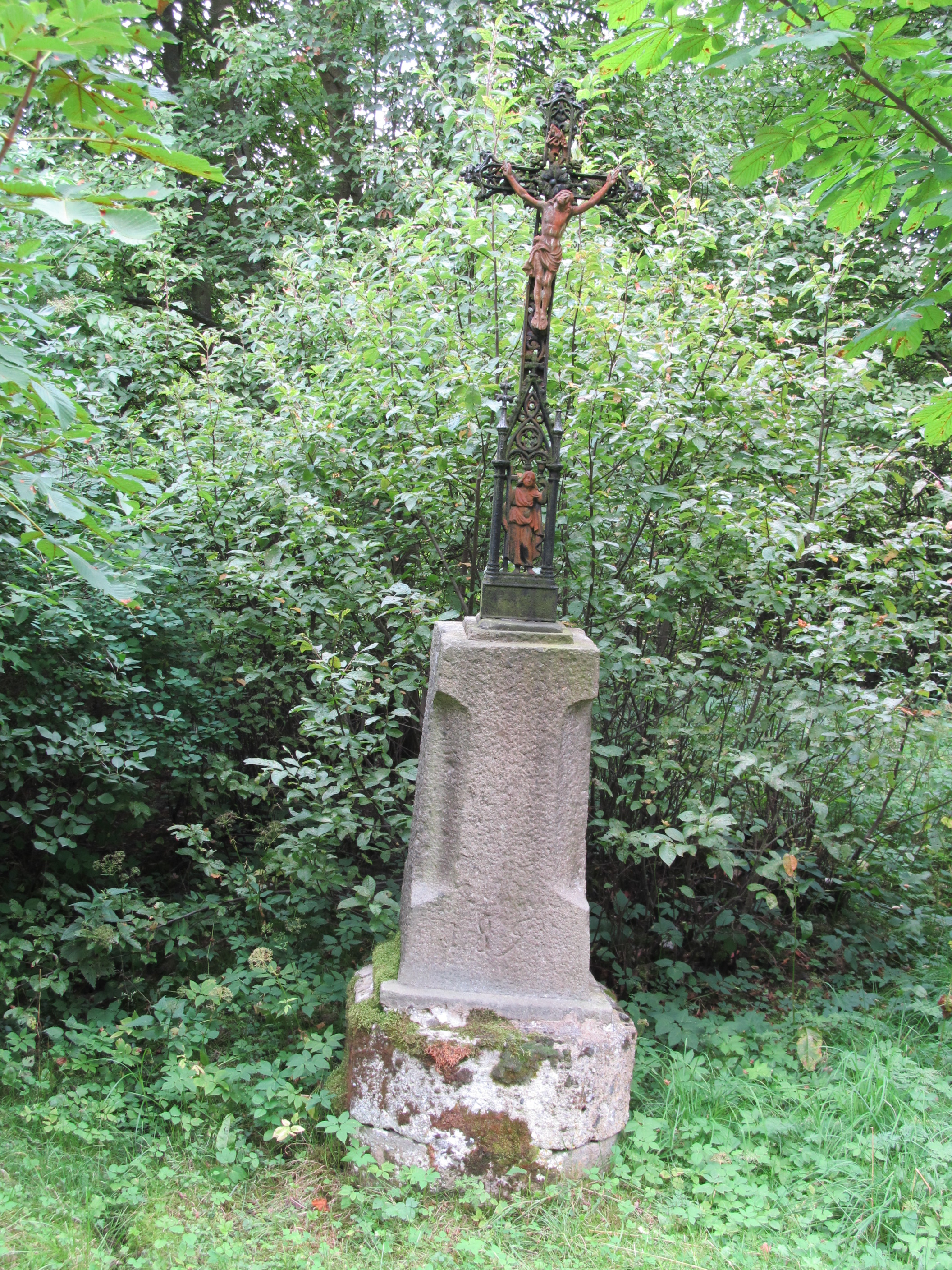
Radějov
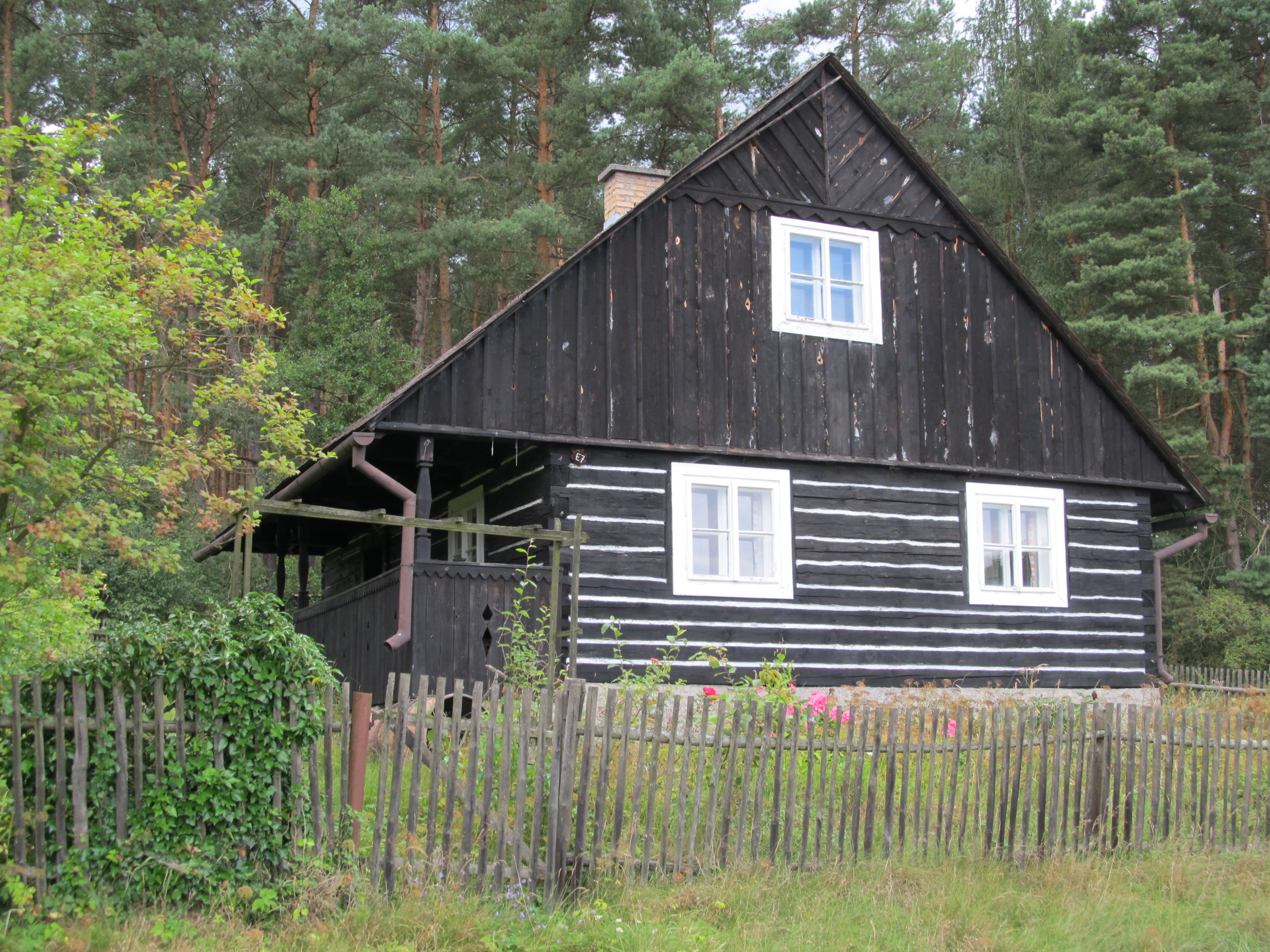
Radějov
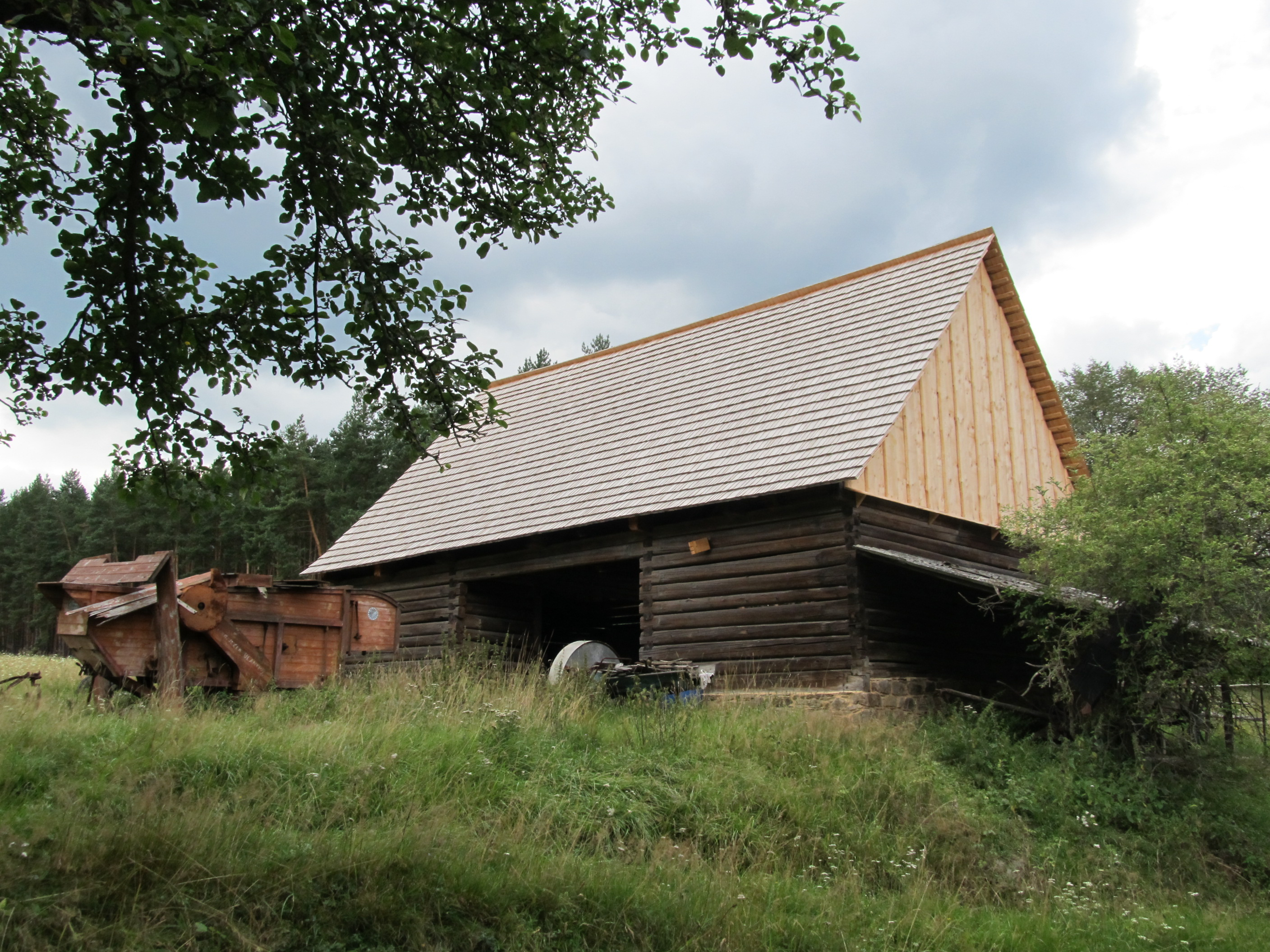
Radějov
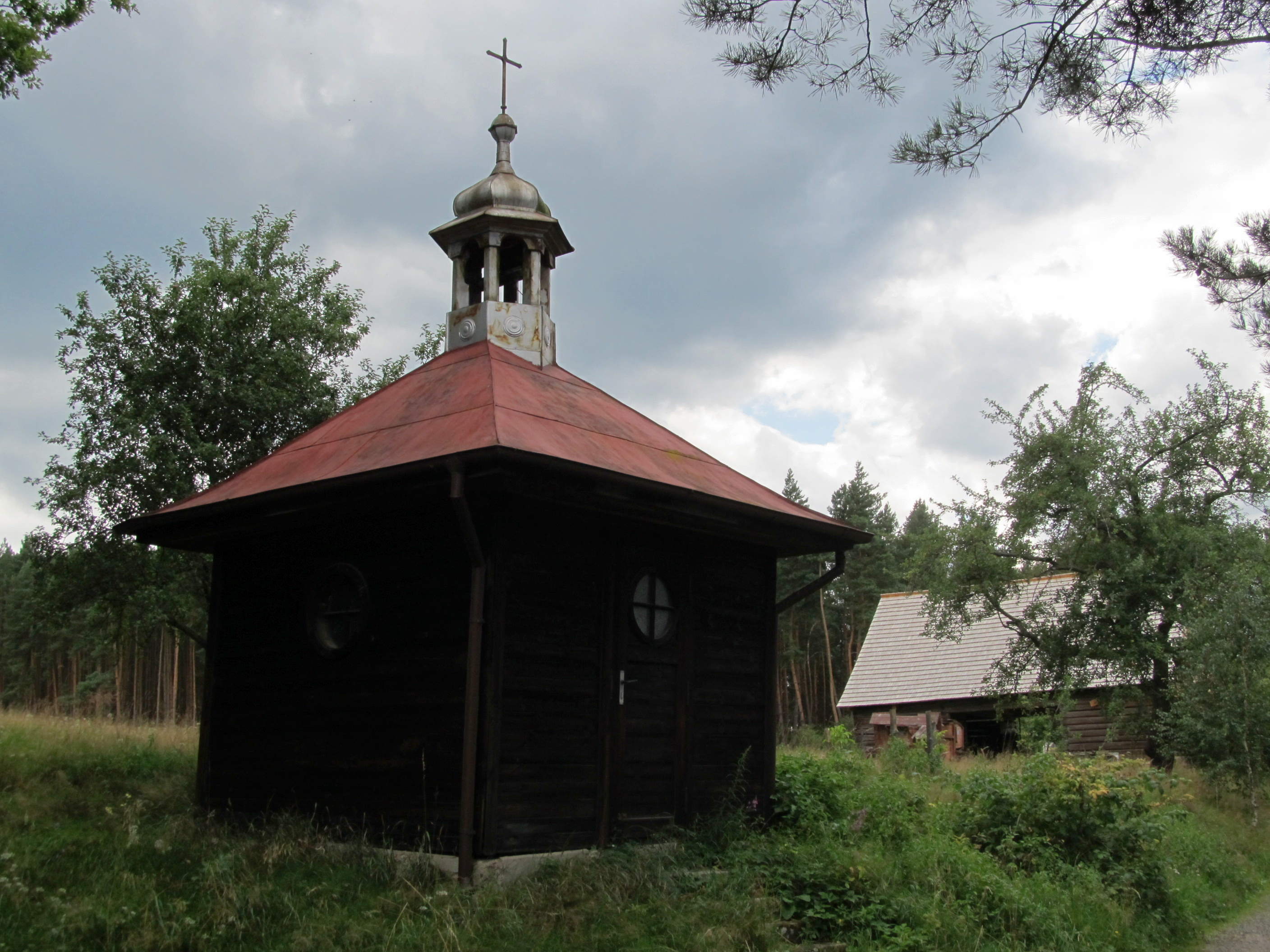
Radějov
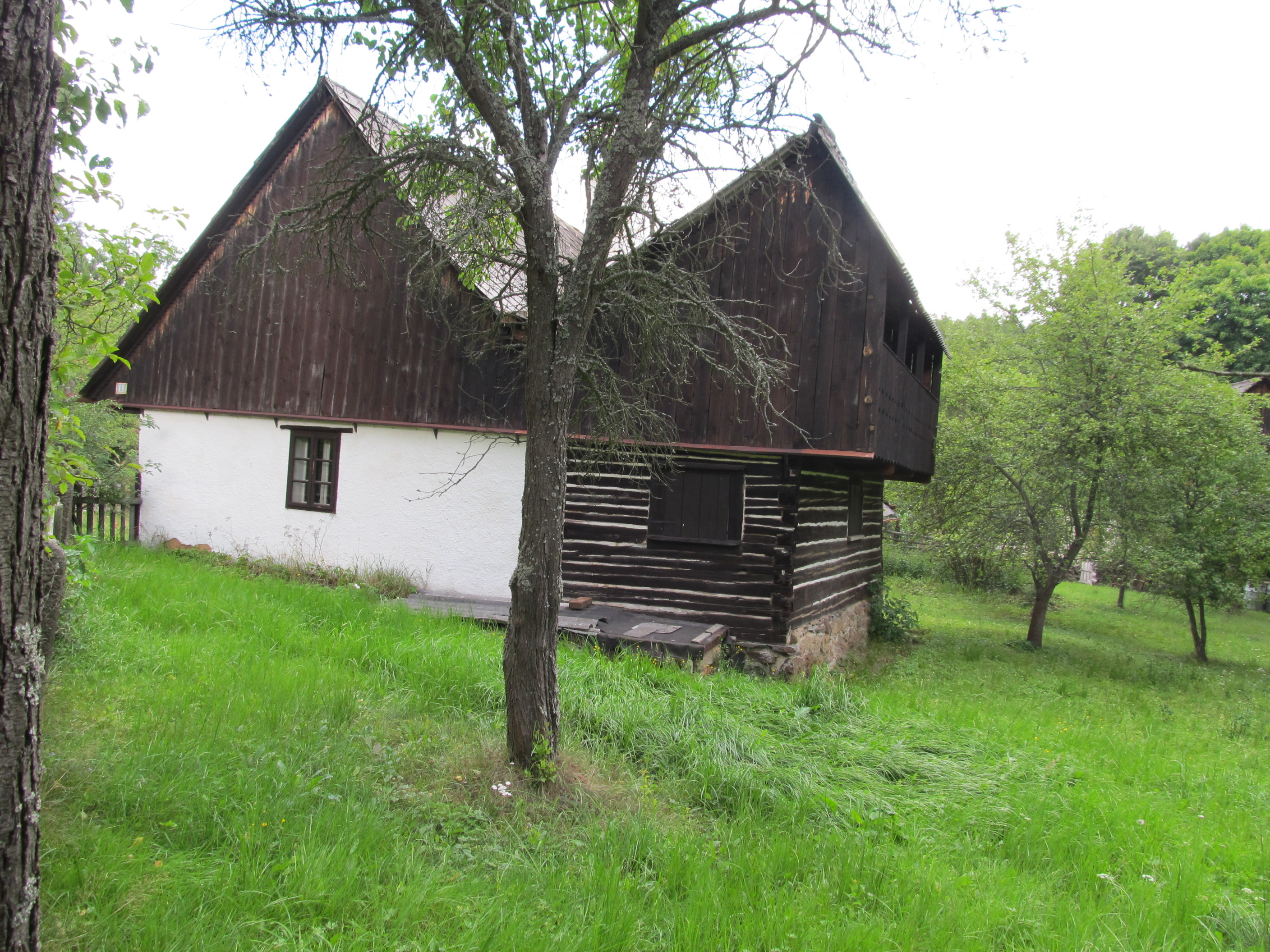
Radějov